# Thaumatosmylus diaphanus
Thaumatosmylus diaphanus är en insektsart som först beskrevs av Gerstaecker 1894.  Thaumatosmylus diaphanus ingår i släktet Thaumatosmylus och familjen vattenrovsländor. Inga underarter finns listade i Catalogue of Life.